# Clavofabellina fukujiensis
Clavofabellina fukujiensis (лат.) — вид вымерших ракообразных из семейства Clavofabellinidae класса ракушковых, живших во времена девонского периода на территории современной Японии.

## Описание
Были малоподвижными мелкими бентосными ракообразными, жившими на поверхности грунта, что касается и остальных представителей рода.

## История изучения
Ископаемые остатки были обнаружены в нижнедевонских отложениях формации Фукудзи (Япония). 20 ноября 2018 года Генго Танака, Дэвид, Дж. Сиветер и Марк Уильямс опубликовали статью «Devonian shallow marine ostracods from central Japan», где описали вид. Вместе с Clavofabellina fukujiensis был описан Bythocypris wangi.

## Систематика
Демонстрирует биогеографические связи с южно-китайскими представителями мелководной морской фауны девонского периода.